# Немаколін (Пенсільванія)
Немаколін (англ. Nemacolin) — переписна місцевість (CDP) в США, в окрузі Грін штату Пенсільванія. Населення — 826 осіб (2020).

## Географія
Немаколін розташований за координатами 39°52′43″ пн. ш. 79°55′50″ зх. д. / 39.87861° пн. ш. 79.93056° зх. д. (39.878521, -79.930601).  За даними Бюро перепису населення США в 2010 році переписна місцевість мала площу 4,06 км², з яких 3,71 км² — суходіл та 0,35 км² — водойми.

## Демографія
Згідно з переписом 2010 року, у переписній місцевості мешкало 937 осіб у 356 домогосподарствах у складі 247 родин. Густота населення становила 231 особа/км².  Було 431 помешкання (106/км²).
Расовий склад населення:
| - 98,1 % — білих - 0,5 % — чорних або афроамериканців - 0,2 % — корінних американців - 0,1 % — азіатів |

До двох чи більше рас належало 1,0 %. Частка іспаномовних становила 0,4 % від усіх жителів.
За віковим діапазоном населення розподілялося таким чином: 25,7 % — особи молодші 18 років, 63,5 % — особи у віці 18—64 років, 10,8 % — особи у віці 65 років та старші. Медіана віку мешканця становила 34,9 року. На 100 осіб жіночої статі у переписній місцевості припадало 100,6 чоловіків;  на 100 жінок у віці від 18 років та старших — 96,6 чоловіків також старших 18 років.
Середній дохід на одне домашнє господарство  становив 42 518 доларів США (медіана — 31 163), а середній дохід на одну сім'ю — 55 182 долари (медіана — 34 018). За межею бідності перебувало 8,7 % осіб, у тому числі 78,0 % дітей у віці до 18 років та 0,0 % осіб у віці 65 років та старших.
Цивільне працевлаштоване населення становило 442 особи. Основні галузі зайнятості: мистецтво, розваги та відпочинок — 28,5 %, освіта, охорона здоров'я та соціальна допомога — 26,7 %, сільське господарство, лісництво, риболовля — 12,0 %, оптова торгівля — 10,6 %.